# Allocharopa brazieri
Allocharopa brazieri är en snäckart som först beskrevs av Cox 1868.  Allocharopa brazieri ingår i släktet Allocharopa och familjen Charopidae. Inga underarter finns listade i Catalogue of Life.